# Осоговска Китка (връх)
Вижте пояснителната страница за други значения на Китка.
Кѝтка е връх в Осоговската планина, с височина 1327,6 m над морското равнище. През него преминава границата между България и Северна Македония. Според някои източници Китка е най-западната точка на България. На върха се намира гранична пирамида номер 105. На около 800 метра в посока запад-северозапад се намира гранична пирамида номер 106, при която се събират границите на България, Сърбия и Македония, което означава, че връх Китка не е най-западната точна на България. През 2015 г. е установена най-западната точка на България – седловина край връх Връшка чука (43°48′34.12″ с. ш. 22°21′25.64″ и. д. / 43.80948° с. ш. 22.357125° и. д.), област Видин.